# Сражение при Лиссе
Сражение при Лиссе (нем. Seeschlacht von Lissa) — морское сражение в ходе австрийско-итальянской войны 1866 года. Состоялось 20 июля 1866 года близ острова Лисса (ныне остров Вис) в Адриатическом море между итальянским флотом под командованием адмирала Карло ди Персано и австрийским флотом под командованием контр-адмирала Вильгельма фон Тегетхоффа. Первое в истории морское сражение броненосных эскадр.

## Ситуация к началу сражения
Начало войны застало в неготовности военно-морские силы обоих государств, противостоящих друг другу на Адриатике. Однако австрийцы находились в худшем положении: два их сильнейших броненосца не были достроены, на них отсутствовала артиллерия, заказанная в Пруссии, которая сама объявила Австрии войну. Тем не менее назначенный в канун войны командующим австрийской эскадрой энергичный контр-адмирал Тегетхофф принял срочные меры по приведению флота в полную готовность. Новые броненосцы были оснащены временным рангоутом и вооружены снятыми со старых судов гладкоствольными орудиями (главная надежда возлагалась на таран); корабли, не имевшие брони, обшивались толстыми досками или обкладывались по бортам стальными цепями и рельсами. Австрийский флот каждый день устраивал учения, регулярно проводились штабные совещания для выработки наилучшей тактики боя. С объявлением войны Тегетхофф перешёл к активным действиям у итальянского побережья, ища решительного сражения с неприятелем.
Напротив, заметно превосходивший австрийцев по силе итальянский флот вел себя пассивно. Адмирал Персано отказывался выходить в море, оправдываясь неготовностью кораблей и команд, однако не принимал никаких мер к подготовке флота. Наконец под нажимом правительства Италии, которое из-за падения популярности у населения срочно нуждалось в победе, Персано был вынужден провести ограниченную наступательную операцию. 17 июля итальянский флот вышел из своей базы в Анконе и направился к побережью Далмации. Утром 18 июля итальянские корабли появились у австрийской крепости на острове Лисса. Прежде, чем был перерезан телеграфный кабель, с Лиссы успели послать сообщение Тегетхоффу с просьбой о помощи. Адмирал ответил осажденному гарнизону телеграммой: «Держитесь, пока флот не подойдет к вам!». 18 и 19 июля итальянская эскадра обстреливала укрепления Лиссы, но не добилась успеха. Ряд кораблей получил повреждения, а один из броненосцев («Формидабиле») был выведен из строя. Итальянцы израсходовали значительную часть боезапаса и угля. Между тем, 19 июля австрийский флот вышел из своей главной базы в Поле на помощь Лиссе.
Погода в утро 20 июля была неустойчивая. Австрийское дозорное судно увидело итальянцев ещё в 6:40 утра, но затем налетевший шторм скрыл противника из виду. Были сомнения, что сильное волнение вообще позволит состояться сражению. Потом, однако, море успокоилось, и Тегетхофф отдал по эскадре приказ: «Сомкнуться!» и «Полный ход!» Его флот, выстроенный в боевые порядки, устремился на врага на скорости в 8 или даже 10 узлов. Эскадра Персано в это время была занята подготовкой к высадке десанта на Лиссу; светло-серые итальянские корабли были разбросаны вокруг осажденного острова. В 9 утра итальянцы увидели приближающиеся с северо-запада чёрные корабли австрийцев.

## Соотношение сил

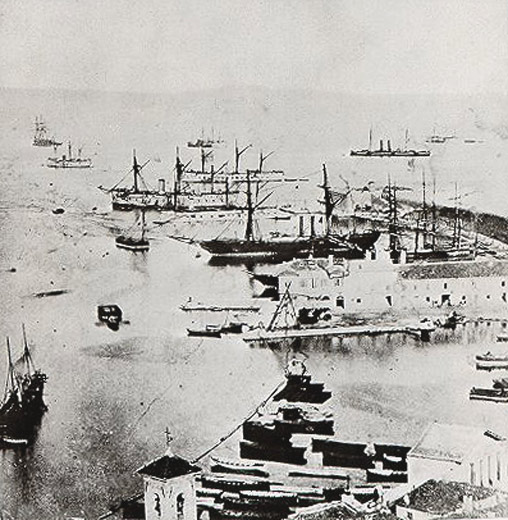
Итальянский флот в Анконе. 1866. Фотография.

Главные силы итальянского флота составляли 12 броненосцев, в том числе два самых больших 5700-тонных «Ре д’Италия» (флагман Персано) и «Ре ди Портогалло», 4300-тонные «Мария Пиа», «Кастельфидардо», «Сан Мартино» и «Анкона», 4000-тонные «Принчипе ди Кариньяно» и «Аффондаторе» (новейший башенный монитор), 2700-тонные «Террибиль» и «Формидабиле», 2000-тонные броненосные канонерки «Палестро» и «Варезе». Броненосцы строились во Франции, США («Ре д’Италия» и «Ре ди Портогалло») и Англии («Аффондаторе»). Большинство броненосцев были вооружены от 16 («Террибль») до 30 («Ре д’Италия») английскими нарезными орудиями среднего калибра. Кроме того по два тяжелых орудия было у «Ре д’Италия», «Ре ди Портогалло» и «Аффондаторе», у последнего они были единственными. На броненосных канонерках вооружение также ограничивалось двумя тяжелыми орудиями. Помимо броненосцев у итальянцев было ещё 11 небронированных деревянных кораблей — 6 винтовых фрегатов с 6 нарезными и 30 гладкоствольными орудиями, 4 колесных корвета, несколько транспортов и посыльных судов.
Боевым ядром австрийской эскадры были 7 броненосцев: 5100-тонные «Эрцгерцог Фердинанд Макс» (флагман Тегетхоффа) и «Габсбург», 3600-тонные «Кайзер Максимилиан», «Принц Ойген» и «Дон Хуан»; 3000-тонные «Драхе» и «Саламандер». Броненосцы (кроме двух больших) были вооружены 16-18 нарезными орудиями среднего калибра, а также 10-16 гладкоствольными пушками. У «Фердинанда Макса» и «Габсбурга» вооружение ограничивалось 18 гладкоствольными пушками. Самым сильным небронированным судном австрийцев был 5200-тонный деревянный винтовой линейный корабль «Кайзер», вооружённый 90 гладкоствольными орудиями. Кроме того, у австрийцев было пять винтовых фрегатов (3-4 нарезных и 20-40 гладкоствольных орудий), винтовой корвет, семь канонерок и несколько невооружённых дозорно-посыльных судов. Все корабли строились на австрийских верфях.
Всего против 34 кораблей с 695 орудиями, бывшими у Персано, у Тегетхоффа было 27 кораблей с 525 орудиями. При этом суммарный вес залпа австрийской эскадры составлял 23,5 тыс. фунтов, а итальянской — 53,2 тыс. «Итальянцы номинально имели почти вдвое большее число броненосцев и на 50 % больше орудий. Превосходство их было как в числе, так и в размерах кораблей. По части нарезных орудий, единственного оружия, которое может эффективно действовать в битве броненосцев, они имели значительное превосходство: 276 орудий против 121 неприятельского, и это преимущество увеличивалось большей мощностью итальянских орудий, которые могли стрелять снарядами вчетверо более тяжелыми, чем австрийские». Следует также учитывать, что итальянские броненосцы были не только сильнее вооружены, но, в большинстве случаев, крупнее и быстроходнее австрийских. Однако на стороне Тегетхоффа была лучшая подготовка и организация его флота.

## Построение флотов

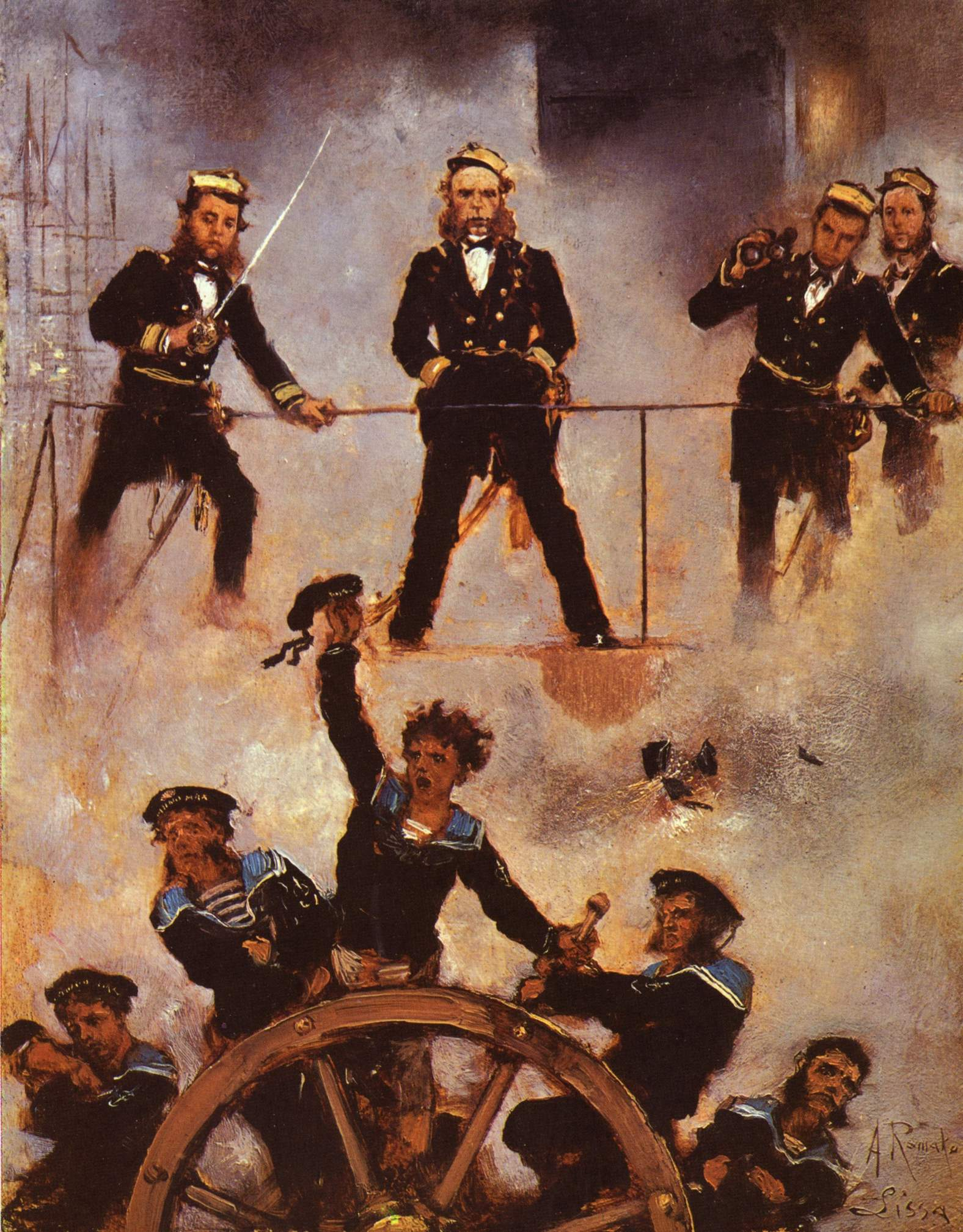
Картина Антона Ромако «Адмирал Тегетхофф в битве при Лиссе» (1878—1880)

Австрийский командующий разделил свою эскадру на три отряда («дивизии»). Броненосцы находились под непосредственным командованием Тегетхоффа. Небронированные деревянные корабли — винтовой линейный корабль «Кайзер», пять фрегатов и корвет образовывали 2-ю «дивизию» под командованием коммодора Антона фон Пеца. 3-й отряд под командованием капитана Эберлеса составляли 7 канонерок. Зная о превосходстве итальянцев в артиллерии, адмирал Тегетхофф сделал ставку на тараны своих броненосцев, для чего надо было решительно атаковать итальянский флот, навязывая ему ближний бой.
Австрийский командующий выбрал новаторское для своего времени построение. Три отряда его эскадры двигались в виде следующих друг за другом клиньев (см. схему). Тегетхофф, державший флаг на идущем в голове первого клина «Фердинанде Максе», вел отряд броненосцев. Им надлежало проломить вражеский строй, действуя артиллерией с самой близкой дистанции и применяя тараны. За броненосцами следовал клин из одного линейного корабля и фрегатов, с многочисленной артиллерией из гладкоствольных орудий, но совсем без брони; они должны были довершить разгром врага. Наконец, идущие последними канонерки предназначались для поддержки основных сил своих огнём. Подобное построение позволяло прикрыть незащищенные корабли броненосными, сосредоточить максимум сил на ограниченном пространстве и совмещать тактику таранного боя с сохранением возможности вести огонь бортовыми орудиями.
Получив сообщение о появлении противника, Персано начал передавать множество сигналов, многие из которых не были разобраны на других кораблях. Вице-адмирал Джованни Баттиста Альбини, командовавший отрядом небронированных фрегатов и корветов, не обращая внимания на приказ Персано, отошёл в сторону и не участвовал в сражении. Броненосцы «Террибиле» и «Варезе» не успевали присоединиться к эскадре, «Формидабиле» поднял сигнал, что не способен к бою и стал удаляться. Остальные итальянские броненосцы, тем не менее, медленно выстраивались в строй пеленга. Броненосцы составили три отряда: авангард под командованием контр-адмирала Джованни Вакка — «Принчипе ди Кариньяно», «Кастельфидардо» и «Анкона»; основной отряд адмирала Персано — «Ре д’Италия» (флагман), «Сан Мартино» и «Палестро»; арьергард под командованием капитана Аугусто Риботти — «Ре ди Портогалло» и «Мария Пиа». Только что прибывший новейший «Аффондаторе» не был включен ни в один из отрядов.

Диспозиция сил в начальной фазе сражения у Лиссы

После того, как эскадра была построена строем пеленга, Персано неожиданно дал команду: «Построиться в строй кильватера». Кильватерные колонны были привычны для прежнего, парусного флота и с появлением паровых броненосных судов стали считаться устаревшими. Однако, если бы итальянцы, используя преимущество в скорости, ушли бы от таранной атаки австрийцев, то, благодаря кильватерному строю, могли бы лучше использовать своё превосходство в артиллерии (так это сделали в 1894 г. японцы в битве при Ялу). Однако итальянская эскадра фактически замерла на месте, позволив австрийцам нанести свой удар. Причиной этого было неожиданное решение адмирала Персано перенести флаг с «Ре д’Италия» на «Аффондаторе», стоявший вне линии. Основной и замыкающий отряды броненосцев замедлили ход, чтобы дать «Ре д’Италия» возможность спустить шлюпки на воду. Однако корабли авангарда, не заметившие сигнал, продолжали двигаться вперёд, увеличивая разрыв между собой и остальной частью эскадры. В довершение всего, Персано не просигнализировал командирам кораблей о своём переходе на «Аффондаторе», и итальянцы продолжали ждать приказов от «Ре д’Италия», а не от нового флагмана. Таким образом, на время боя растянувшаяся на 13 миль к северу от Лиссы итальянская броненосная эскадра оказалась, по существу, без управления.

## На острие главного удара

Битва при Лиссе. Картина Карла Фридриха Серенсена.

В 11 часов утра встреченный яростным огнём австрийский флот прорезал итальянскую колонну между авангардом и основной эскадрой. Обстрел не принес австрийцам никакого вреда, итальянские снаряды летели мимо цели, однако и австрийцам не удалось при первой атаке протаранить ни один итальянский корабль. Итальянский авангард контр-адмирала Вакки попытался, набрав ход, обойти бронированный австрийский клин с востока и ударить по слабым деревянным судам противника. Однако австрийские канонерки уклонились от атаки, увлекая за собой три броненосца Вакки, которые, таким образом, на некоторое время были выведены из основного сражения.
Тем временем Тегетхофф развернул семь своих броненосцев и напал на три броненосца основного итальянского отряда. Таким образом, несмотря на общее превосходство итальянцев, в решающем месте сражения австрийцам удалось создать более чем двукратный перевес кораблей. Сражение превратилось в беспорядочную свалку, где противники часто теряли друг друга в густом дыму выстрелов. Главной целью австрийцев была «Ре д’Италия», которую непрерывно атаковало сразу два или три вражеских корабля. Пришедший, было на помощь «Ре д’Италии» маленький итальянский «Палестро» был подожжен сосредоточенными боевыми залпами австрийского «Драхе» и вышел из боя. Досталось и «Драхе», его командир погиб, грот-мачта упала, на палубе возник пожар, из-за повреждения паровой машины австрийский броненосец вынужден был отказаться от преследования горящего «Палестро», которого вскоре заслонили вернувшиеся броненосцы Вакки.

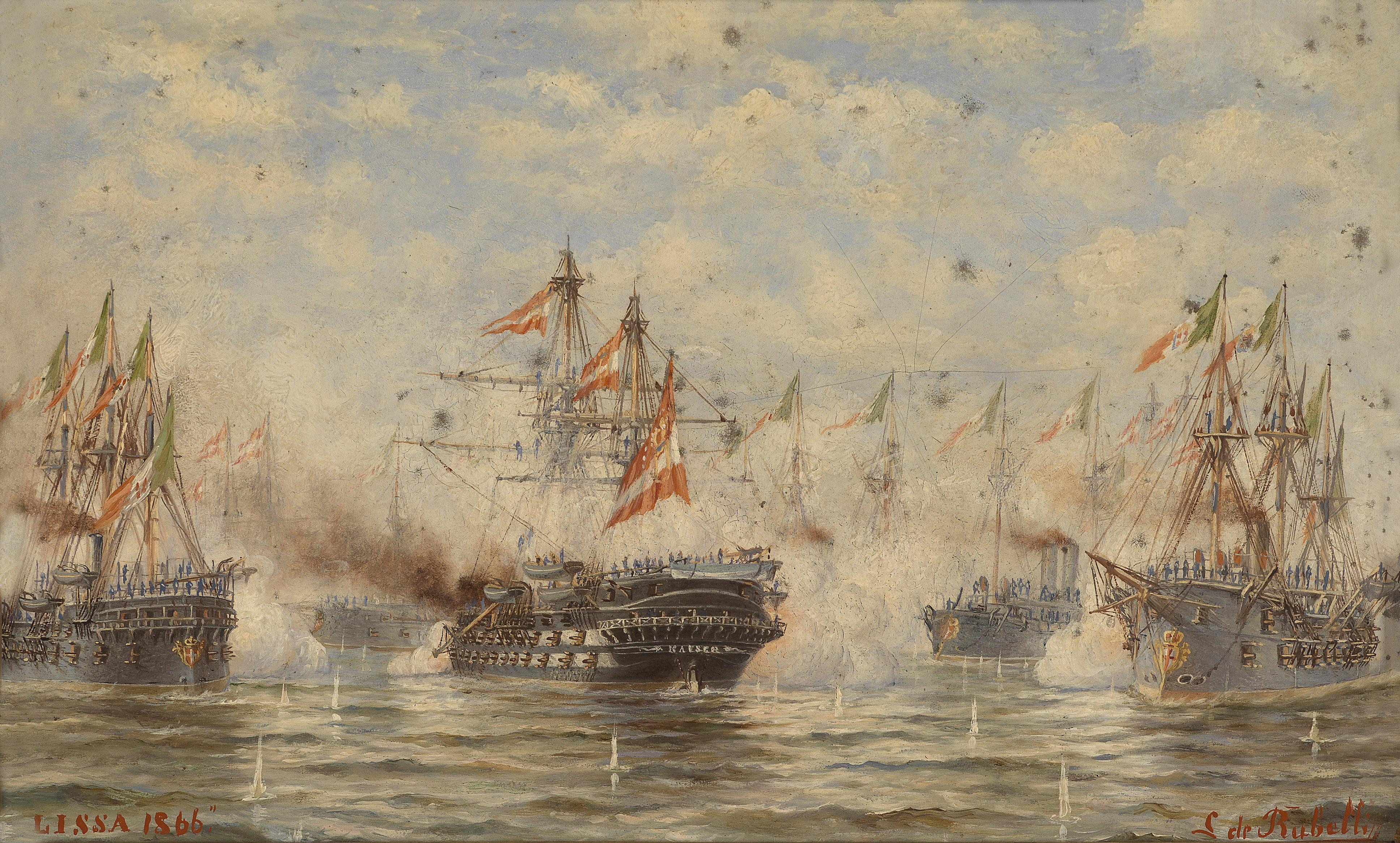
Битва при Лиссе. Картина Людвига Рубелли фон Штурмфеста.

Тегетхофф на своём «Фердинанде Максе» дважды пытался таранить «Ре д’Италия», но удары оказывались скользящими и не пробивали обшивку. Более повезло «Кайзеру Максимилиану». Австрийский броненосец сам пострадал от итальянских снарядов, повредивших у него трубу и мачты, но таранным ударом разбил у «Ре д’Италия» руль, так что итальянский корабль мог управляться только машиной. Командир «Ре д’Италия» Фаа ди Бруно попытался пробиться к подходившему броненосцу «Анкона» из авангарда Вакки, но тут путь ему преградил какой-то австрийский броненосец. Капитан ди Бруно, вместо того чтобы таранить, дал задний ход и тем самым обрек свой корабль на гибель. Слева от «Ре д’Италия» оказался флагман Тегетхоффа.
Различив перед собой сквозь пороховой дым громадную серую массу, австрийский адмирал немедленно дал команду: «Полный ход вперед!». «Эрцгерцог Фердинанд Макс» ударил «Ре д’Италия» в самую середину корпуса, пробив броню и деревянную обшивку, и сразу дал задний ход, вырвав таран из пробоины в 16 квадратных метров. Итальянский броненосец накренился вправо, потом влево и стал быстро уходить в воду носом вперед. Капитан ди Бруно застрелился, другие итальянцы до последнего вели огонь с гибнущего корабля по австрийцам. В 11 часов 20 минут «Ре д’Италия» затонул. «Фердинанд Макс» пытался оказать помощь плававшим в воде итальянцам, но тут подвергся нападению «Сан Мартино» и вынужден был отойти, чтобы вновь вступить в бой.

## Общая схватка броненосцев
Отряд австрийских небронированных кораблей Антона фон Пеца по первоначальному плану должен был сражаться с итальянскими фрегатами и корветами. Однако командовавший ими вице-адмирал Альбине уклонился от участия в сражении, и отряд фон Пеца столкнулся с итальянскими броненосцами, спешившими на помощь «Ре д’Италия», а также с быстроходным «Аффондаторе». Сначала фон Пец на линейном корабле «Кайзер» заставил угрозой столкновения отступить «Аффондаторе», на борту которого находился сам итальянский командующий, а потом поспешил на помощь двум австрийским фрегатам, которых расстреливали итальянские броненосцы. Вскоре деревянный «Кайзер» оказался среди четырёх подошедших с разных сторон бронированных кораблей противника, с успехом обстреливая их своей многочисленной артиллерией.

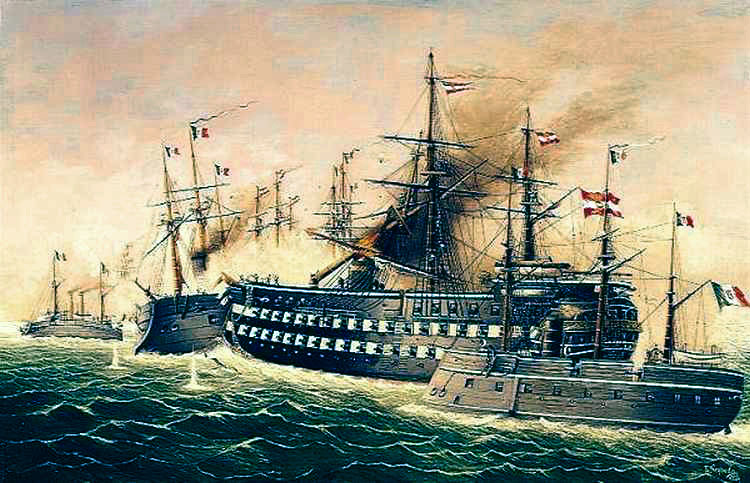
Битва при Лиссе. («Кайзер» таранит «Ре ди Портогало») Картина Э. Несбеды

Оказавшись против большого итальянского броненосца «Ре ди Портогалло», австрийский деревянный корабль смело пошёл на таран гораздо более сильного судна, потряс его ударом форштевня, но не смог потопить, а сам потерял трубу и мачты и жестоко пострадал от огня, который итальянцы по нему вели практически в упор. Искалеченный «Кайзер» вместе с фрегатами направился в сторону Лиссы, его попытался перехватить быстроходный «Аффондаторе». Старый тяжело повреждённый деревянный линейный корабль уже не мог уклониться от нападения, однако в решающий момент адмирал Персано отказался от тарана, и «Кайзер» благополучно укрылся в гавани.
Затем «Ре ди Портогалло», «Мария Пиа» и «Варезе» вступили в бой с австрийскими броненосцами. «Ре ди Портогалло» теснил «Дон Хуана», но на помощь тому пришёл «Кайзер Максимилиан». «Аффондаторе» адмирала Персано пытался таранить «Принца Ойгена», но снова промахнулся. Тегетхофф также безуспешно атаковал неопознанный итальянский корабль, прошедший между флагманским «Фердинандом-Максом» и «Ойгеном». Весь бой Тегетхофф управлял сражением, стоя на открытой палубе своего корабля, тогда как Персано ни разу не вышел из броневой рубки «Аффондаторе». В ходе жаркой перестрелки итальянские броненосцы сделали намного больше выстрелов, чем австрийцы (4 тысячи против 1,5 тысяч), но сами пострадали гораздо сильнее, возможно, от применявшихся австрийцами зажигательных ядер. На «Мария Пиа» пожар едва не дошёл до крюйт-камеры. На «Сан Мартино», столкнувшимся с «Марией Пиа», образовалась сильная течь, трижды вспыхивали пожары. На «Анконе» также был сильный пожар, а на батарейной палубе взорвалась бомба, прилетевшая через открытый орудийный порт. У «Ре ди Портогалло» при его таране «Кайзером» была сорвана часть броневых плит.

## Окончание сражения и его итоги

Битва при Лиссе. Литография из французского иллюстрированного журнала

В 12 часов эскадры разошлись, поменявшись местами. Теперь Тегетхофф был у Лиссы, а Персано — к северу от него. Тегетхофф приготовился к продолжению сражения, выстроив свои корабли в кильватерную колонну и прикрывая ими деревянные суда. Персано, собрав оставшиеся у него броненосцы, курсировал в отдалении.
Итальянский флот оставался всё ещё сильнее австрийского, однако боевой дух итальянцев был сломлен. В 14.30 долго горевший «Палестро» взорвался — огонь добрался до боезапаса, вынесенного на палубу. Гибель второго итальянского броненосца произошла на глазах у обоих флотов. Тегетхофф отдал приказ: «Погоня за неприятелем!». Австрийцы перестроились в три колонны, однако их тихоходные броненосцы не имели никаких шансов догнать итальянцев, и Тегетхофф, видя, что противник не хочет вступать в бой, отменил свой приказ. В 10 часов вечера Персано увел свой флот в Анкону. Вслед за этим и Тегетхофф отправился со своей эскадрой на базу в Полу.
Австрийцы одержали в битве при Лиссе полную победу. Они решили стоявшую перед ними оперативную задачу, оказав помощь осажденной островной крепости, и нанесли противнику гораздо больший ущерб, чем понесли сами. Итальянцы потеряли два броненосца и более 600 человек убитыми и утонувшими, тогда как у австрийцев не было потеряно ни одного корабля и погибло всего 38 человек. Победа над сильнейшим вражеским флотом, впрочем, имела для австрийцев только моральное значение. Итог австрийско-итальянской войны был определен поражением Австрии на суше от союзницы Италии — Пруссии. Прежде чем адмирал Вакка, назначенный новым командующим итальянского флота вместо снятого Персано, вышел в море, чтобы одержать реванш над Тегетхоффом, было заключено перемирие (26 июля).
Итальянский адмирал Персано, находящийся на броненосном таране «Аффондаторе», дважды имел возможность протаранить деревянный двухдечный корабль «Кайзер», но каждый раз в критический момент нервы изменяли ему. Имеются свидетельства и о ещё нескольких попытках тарана, однако каждый раз кораблю-цели удавалось увернуться. Так что, хотя репутация тарана и базируется на сражении при Лиссе, эффект единственного удачного удара оказался во всех отношениях слишком уж преувеличенным по сравнению с многими неудачными попытками таранных атак, которые отнесли на счёт неразберихи из-за орудийного дыма австрийских кораблей.

## Последствия для военно-морской тактики
Почти три последующих десятилетия битва при Лиссе рассматривалась как пример образцового военно-морского сражения. Было абсолютизировано проявившееся в сражении бессилие артиллерии против корабельной брони. В качестве главного оружия боевых судов теперь рассматривался таран. Определяющей тактикой стала считаться тактика таранного боя на близкой дистанции, что превращало эскадренные сражения в свалку отдельных кораблей. В кораблестроении всё, в том числе и расположение артиллерии, стало подчиняться тарану.
В России отработкой таранной тактики занимался вице-адмирал Г. И. Бутаков.